# Isoparactis
Isoparactis is een geslacht van zeeanemonen uit de klasse van de Anthozoa (bloemdieren).

## Soorten
- Isoparactis fabiani Häussermann & Försterra, 2008
- Isoparactis ferax (Stuckey, 1909)
- Isoparactis fionae Lauretta, Häussermann, Brugler & Rodríguez, 2014